# People Before Profit/Solidarity
People Before Profit/Solidarity (traducibile come Popolo Prima del Profitto/Solidarietà, PBPS) è una lista elettorale irlandese composta da due partiti di sinistra: People Before Profit e Solidarity (in precedenza nota come Anti-Austerity Alliance).
La lista si è formata allo scopo di partecipare alle elezioni politiche del 2016 per ottenere più rappresentanti al Dáil Éireann, con il nome di Anti-Austerity Alliance-People Before Profit. Con la nuova denominazione ha preso parte alle successive elezioni del 2020.  